# 澳門商貿酒店
澳門商貿酒店（英語：Trader's Hotel Macau）位於澳門路氹城塡海區金光大道第五地段，是一個曾由香格里拉酒店集團與金沙中國合作發展的四星级酒店項目。酒店與澳門香格里拉酒店處於同一座酒店大樓，大樓高39層，香格里拉酒店將佔有其中500間客房，而商貿酒店的客房數則多達1000間；大樓附設有一家娛樂場、表演大廳和大型購物商場，但除酒店部分是由香格里拉酒店集團管理外，其他部分則由金沙中國負責管理。
2011年3月24日，項目持有人金沙中國已終止與香格里拉國際飯店管理有限公司的酒店管理協議，並已與銷售、營銷網絡及客戶基礎相若的知名國際酒店品牌展開洽談，以替換第五地段酒店發展項目的酒店管理人。

## 鄰近建築／景點
| 景點 - 路環小型賽車場 - 澳門賽馬會 - 澳門國際遊艇俱樂部 旅館或商業項目 - 皇庭海景酒店 - 澳門葡京人 | 建設 - 路氹國際體育綜合體 - 澳門東亞運動會體育館 （澳門蛋） - 保齡球中心 - 網球學校 - 國際射擊中心 - 澳門戶外表演區 - 澳門科技大學 - 科大醫院 - 蓮花大橋 - 東方高爾夫球會 - 離島醫院綜合體北京協和醫院澳門醫學中心 - 駕駛學習暨考試中心 - 澳門鏡湖護理學院 | 「路氹金光大道™」商標項目 - 澳門威尼斯人度假村酒店 - 金光綜藝館 - 澳門百利宮 - 四季酒店 - 百利沙娛樂場 - 四季·名店 - 澳門倫敦人 - 康萊德酒店 - 倫敦人酒店 - 倫敦人名匯 - 瑞吉酒店 - 澳門巴黎人 - 巴黎人酒店 | 路氹城其他大型項目 - 新濠天地 - 頤居 - 迎尚酒店 - 君悅酒店 - 摩珀斯酒店 - 新濠大道 - 澳門銀河 - 澳門銀河酒店 - 澳門大倉酒店 - 澳門悅榕庄酒店 - 澳門JW萬豪酒店 - 澳門麗思卡爾頓酒店 - 澳門百老匯 - 萊佛士酒店 - 安達仕酒店 - 澳門嘉佩樂酒店 - 新濠影滙 - 新濠影滙酒店 - 澳門W酒店 - 永利皇宫 - 永利皇宮酒店 - 美獅美高梅 - 上葡京 |

1. ↑   (PDF).   [2015-07-29]. （原始内容存档 (PDF)于2016-03-04）.